# Uncinia dikei
Uncinia dikei är en halvgräsart som beskrevs av Ernest Nelmes. Uncinia dikei ingår i släktet Uncinia och familjen halvgräs.
Artens utbredningsområde är Marion-Prince Edwardöarna. Inga underarter finns listade i Catalogue of Life.